# Cycloptilum squamosum
Cycloptilum squamosum är en insektsart som beskrevs av Scudder, S.H. 1869. Cycloptilum squamosum ingår i släktet Cycloptilum och familjen Mogoplistidae. Inga underarter finns listade i Catalogue of Life.